# Débenture
 (mars 2023).
Si vous disposez d'ouvrages ou d'articles de référence ou si vous connaissez des sites web de qualité traitant du thème abordé ici, merci de compléter l'article en donnant les références utiles à sa vérifiabilité et en les liant à la section « Notes et références ».
Une débenture est un instrument financier qui a les mêmes caractéristiques qu'une obligation mais n'offre aucun bien en garantie. Par conséquent, elle offre moins de couverture pour l'acheteur du titre en cas de défaut de paiement.  Le risque de ce type de titre étant plus élevé, l'intégrité et la réputation de l'émetteur sont donc très importantes, car elles sont les seules garanties du titre. La définition de débenture est différente aux États-Unis, au Royaume-Uni et en Europe continentale.